# Eryn Vorn
Eryn Vorn (Sindarijns voor zwart woud) is een kaap in J.R.R. Tolkiens wereld Midden-aarde. De kaap is gelegen in Minhiriath in het westen van Midden-aarde. Direct ten noordwesten van de kaap ligt de monding van de Baranduin.
De kaap was, net als heel Minhiriath, dichtbebost. Na de komst van de Númenóreanen werd nagenoeg heel Minhiriath ontbost om de Númenóreaanse scheepswerven in Lond Daer van hout te voorzien. Alleen de Eryn Vorn bleef gespaard en de inwoners van Minhiriath vluchtten naar Breeg, de Ered Nimrais en de Eryn Vorn.
Nadat Elendil de Lange en zijn zonen de koninkrijken Arnor en Gondor hadden gesticht werd de Eryn Vorn, net als de rest van Eriador, een deel van Arnor. In het jaar 861 van de Derde Era viel dit koninkrijk uiteen in drie delen. Minhiriath, en dus ook de Eryn Vorn, viel toe aan het koninkrijk Cardolan. Minhiriath werd in loop der jaren door epidemieën en oorlogen ontvolkt en de weinige overlevenden voegden zich bij de mensen die in de Tweede Era hun toevlucht hadden gezocht in de Eryn Vorn.